# ميتشيل سكوت
ميتشيل سكوت (بالإنجليزية: Mitchell Scott)‏ هو لاعب اتحاد الرغبي نيوزلندي، ولد في 2 مارس 1991 في نيلسون في نيوزيلندا.

## وصلات خارجية
- ميتشيل سكوت على موقع ItsRugby.co.uk (الإنجليزية)